# مايك هاوك
مايك هاوك (بالإنجليزية: Mike Hauck) هو منافس ألعاب قوى بريطاني، ولد في 5 مارس 1945.